# Галіррофій
Галірро́фій (дав.-гр. Ἁλιρρόθιος) — персонаж давньогрецької міфології, син Посейдона та німфи Еріти (за іншими джерелами Бафіклеї).
З одними джерелами батько послав його зрубати священну оливу Афіни, але сокира, якою він почав рубати дерево, вирвалася з рук Галіррофія і смертельно його поранила. 
За іншими джерелами, Галіррофій зазіхнув на честь Алкіппи, дочки Ареса і Агравли, і Арес убив його. Посейдон звернувся до суду з дванадцяти олімпійських богів, звинувачуючи Ареса у вбивстві свого сина. Суд засідав на пагорбі Ареса поблизу Афін і з того часу його називали ареопагом. Оскільки, крім Ареса, свідків того, що сталося не виявилося, ареопаг виправдав його.